# Falsyfikat

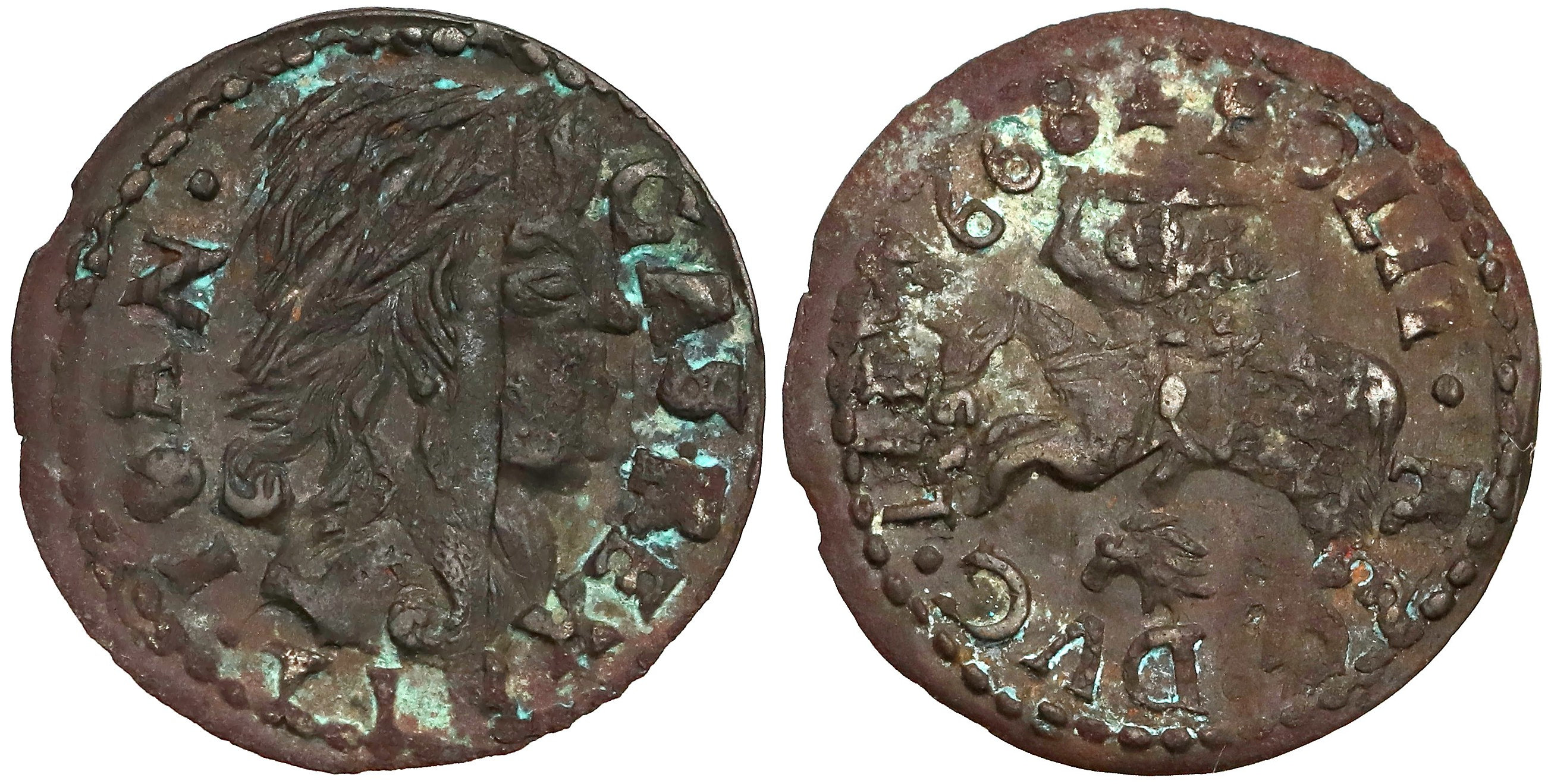
Falsyfikat monety (boratynki)

Falsyfikat (ze śrdw. łac. falsificatio – podrabianie) – antonim autentyku, fałszerstwo rzeczy oryginalnej w celu mistyfikacji.

## Przykłady
Do falsyfikatów zalicza się przykładowo:
- dokumenty – sfałszowane lub podrobione w części lub całości, nie będący autentykiem, którego zadaniem jest wprowadzenie w błąd, także poprzez podrobiony sam podpis, pieczęć itp[1]. W historii występowało wiele wersji  sfałszowanych dokumentów i nie da się precyzyjnie określić, który był pierwszy, czego przykładem jest spuścizna po Konradzie I mazowieckim[2]. W archiwistyce spotyka się też:
  - rzekomy oryginał– dokument nieautentyczny legalnie potwierdza zaistniały stan prawny lub go rozpoczyna, pomimo innych okoliczności jego powstania,
  - oryginał podfałszowany– dokument autentyczny, w którym dokonano zmian lub skrócenia, zmieniając tym samym wolę wystawcy,
- wyroby przemysłu – nielegalne kopie produktów, często o wiele gorszej jakości od ich pierwowzorów, z podrobionymi znakami firmowymi itp., a czasem nawet z podrobionymi dokumentami i innymi zabezpieczeniami mającymi świadczyć o autentyczności produktu i legalności jego sprzedaży na danym terenie,
- dzieła sztuki:
  - sprawiające wrażenie pochodzenia z innej, wcześniejszej epoki lub z innego terenu, z innego środowiska itp. – anonimy lub zmyślonego, nieistniejącego autora[3],
  - zawierające późniejsze przeróbki lub uzupełnienia niepochodzące od autora, z zatajeniem informacji o tych zmianach,
  - kopie wierne do złudzenia, łącznie z podrobionym podpisem autora[4].